# さぁ行け!ニンニンジャー!/なんじゃモンじゃ!ニンジャ祭り!
「さぁ行け!ニンニンジャー!／なんじゃモンじゃ!ニンジャ祭り!」（さぁいけ!ニンニンジャー／なんじゃモンじゃ!ニンジャまつり!）は、大西洋平および伊勢大貴のシングル。2015年3月18日に日本コロムビアから発売された。

## 曲式
「さぁ行け!ニンニンジャー!」は、特撮テレビドラマ『手裏剣戦隊ニンニンジャー』のオープニングテーマに、「なんじゃモンじゃ!ニンジャ祭り!」は、特撮テレビドラマ『手裏剣戦隊ニンニンジャー』のエンディングテーマである。
オープニングテーマを担当する大西洋平は前作『烈車戦隊トッキュウジャー』で挿入歌を担当し、本楽曲でスーパー戦隊シリーズの主題歌を初めて担当した。エンディングテーマを担当する伊勢大貴は前作『烈車戦隊トッキュウジャー』に続き、2年連続で担当する。
初回限定盤には、例年の玩具ではなくシリーズ初であるエンディングテーマのミュージックビデオを収録したDVDが付属している。

## シングル収録内容
| #         | タイトル                                                 | 作詞       | 作曲       | 編曲      | 時間  |
| --------- | -------------------------------------------------------- | ---------- | ---------- | --------- | ----- |
| 1.        | 「さぁ行け!ニンニンジャー!」                             | 及川眠子   | 佐藤晃     | 佐藤晃    | 4:01  |
| 2.        | 「なんじゃモンじゃ!ニンジャ祭り!」                       | 奥田もとい | 奥田もとい | Funta7    | 3:15  |
| 3.        | 「さぁ行け!ニンニンジャー!（オリジナル・カラオケ）」     |            |            |           | 4:01  |
| 4.        | 「なんじゃモンじゃ!ニンジャ祭り!（オリジナルカラオケ）」 |            |            |           | 3:15  |
| 合計時間: | 合計時間:                                                | 合計時間:  | 合計時間:  | 合計時間: | 14:32 |